# Chaetoderma scabrum
Chaetoderma scabrum is een schildvoetigensoort uit de familie van de Chaetodermatidae. De wetenschappelijke naam van de soort is voor het eerst geldig gepubliceerd in 1911 door Heath.